# Тест городской площади
«Тест городской площади» (англ. Town square test) — тест для определения свободного общества, предложенный бывшим советским политзаключённым Натаном Щаранским. Заключается в том, что если человек — представитель какого-либо общества, может выйти в центр городской площади и открыто выразить свои взгляды, не опасаясь наказания, то такое общество является свободным.

## Формулировка

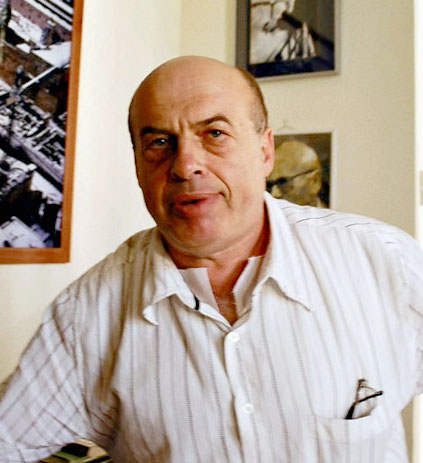
Натан Щаранский

В своей книге «В защиту демократии», изданной в 2004 году в соавторстве с Роном Дермером, Натан Щаранский сформулировал «тест городской площади» для определения возможности существования инакомыслия в том или ином обществе:

Может ли человек выйти в центр городской площади и выразить свои взгляды, не опасаясь ареста, тюремного заключения или физической расправы? Если он может, то этот человек живёт в свободном обществе. Если нет, то это общество страха.
Оригинальный текст (англ.)A simple way to determine whether the right to dissent in a particular society is being upheld is to apply the town sguare test: Can a person walk into the middle of the town square and express his or her views without fear of arrest, imprisonment, or physical harm? If he can, then that person is living in a free society. If not, it's a fear society.

Щаранский пришёл к формулированию «теста городской площади» исходя из своего опыта пребывания в советской тюрьме: «Вы делите свою камеру с разными людьми с разными взглядами: русскими, украинскими националистами, священником из Литвы, христианином из Сибири, и так далее. Все они хотят жить в разных типах обществ, но все они хотят жить в обществе, где они не будут наказываться за свои взгляды». При этом в таком обществе, как отмечал Щаранский, «может быть множество недостатков, проблем и даже нарушений прав человека — все равно это свободное общество, в котором есть инструмент для борьбы с диктатурой». Особо он акцентировал внимание на том, что демократия всегда предпочтительнее тоталитаризма и может сочетаться с любой культурой, будь то русской, японской или арабской.

## Восприятие
12 января 2005 года в интервью главному редактору «The Washington Times» Уэсли Прудену президент США Джордж У. Буш специально отметил произведение Щаранского: «Если вы хотите узнать о том, что я думаю о внешней политике, прочитайте книгу Натана Щаранского „В защиту демократии“. Для правительства, в частности, для лиц, формирующих общественное мнение, я бы включил её в рекомендованный вам список для чтения. Этот парень — героическая фигура, как вы знаете. Это замечательная книга». Ранее Буш несколько раз встречался с Щаранским в Овальном кабинете, а после прочтения книги отрекомендовал её нескольким своим помощникам. СМИ расценили слова Буша как обобщение его доктрины в отношении построения в Ираке и Афганистане демократических государств, а также внешнеполитического мировоззрения, сложившегося как под влиянием терактов 11 сентября 2001 года, так и идеи уподобления войны против терроризма борьбе с нацизмом и коммунизмом, содержащейся в книге Щаранского, хотя по некоторым моментам он сам не вполне согласен с внешней политикой США. Всю свою речь на второй инаугурации 20 января того же года Буш посвятил борьбе за свободу и демократию во всём мире, придя к выводу о том, что человек должен делать выбор между жизнью в страхе при тирании или жизнью в демократии при соблюдении прав человека, что стало своеобразной отсылкой к идеям Щаранского о преодолении тирании и терроризма с помощью силы свободы и демократии.
В то же самое время государственный секретарь США Кондолиза Райс во время слушаний по утверждению её в должности на заседании комитета Сената по международным отношениям тоже сделала отсылку к идеям Щаранского, заявив, что «в нашем мире остаются форпосты тирании — и Америка стоит за угнетенных людей на каждом континенте — на Кубе, в Бирме, Северной Корее, Иране, Беларуси и Зимбабве», посоветовав применять ко всем этим и остальным странам мира «тест городской площади» Щаранского: «мы не можем успокоиться, пока каждый человек, живущий в „обществе страха“, наконец не обретёт свою свободу». Расценив эти слова как направление будущей политики Государственного департамента, журналисты начали применять тест Щаранского к различной степени диктатурам от Судана, Китая и Саудовской Аравии до Ливии, Туркменистана и Экваториальной Гвинеи с некоторым вопросами по поводу Пакистана.
Интерес к «тесту городской площади» вновь появился в 2011 году в связи с протестами на Уолл-стрит, продемонстрировавших по мнению историка Джеффри Вассерстрома, что даже в либерально-демократических государствах существуют ограничения на самовыражение на городской площади, также как на площади Тахрир (Египет) или на Тяньаньмэнь (Китай), где люди не могут просто так собраться и выразить свои взгляды, не опасаясь ареста.